# فرودگاه بایمورو
فرودگاه بایمورو (به انگلیسی: Baimuru Airport) یک فرودگاه همگانی با کد یاتا VMU است . این فرودگاه در کشور پاپوآ گینه نو قرار دارد و در ارتفاع ۳ متری از سطح دریا واقع شده‌است.

## شرکت‌های هواپیمایی و مقصدهای پروازی
| شرکت‌های هواپیمایی | مقصدهای پروازی            |
| ----------------- | ------------------------- |
| ایر نیوگینی       | لای نادزاب، جکسنز، ربائول |
| Airlines PNG      | ربائول                    |